# Giga (instrument musical)

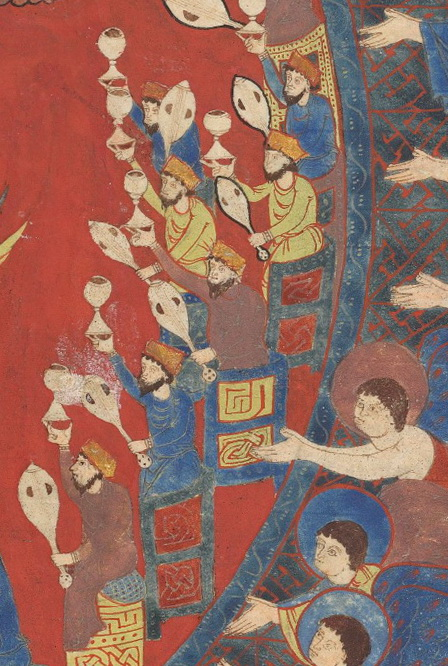
Beatus de Sant Sever; f. 122. El savis de l'Apocalipsi amb gigues

La giga és un instrument de corda fregada amb un arc, usat des de l'edat mitjana, probablement relacionat amb la lira bizantina. Alguns autors consideren que aquest instrument és una de les tipologies del gran grup dels rabecs. De ben segur el seu nom té la mateixa rel que Geige que significa violí en alemany. En algunes fonts el nom és utilitzat de manera imprecisa per referir-se a instruments com el rabec o la fídula.
La seva forma era com de pera, amb fons corbat, com en el cas del llaüt, dotat de tres cordes (a voltes també quatre) i amb claviller pla de forma romboïdal, oval o circular, en el qual s'inserien a pressió les tres clavilles. El cos i el coll de l'instrument estaven esculpits o buidats sobre un mateix bloc de fusta i a sobre s'hi col·locava la tapa harmònica que acostumava a tenir dos forats de ressonància en forma de C de D. Les cordes estaven afinades per quartes o per quintes. Per l'extrem inferior les cordes s'unien en un cordal petit i estret que es lligava a un botó situat a la part inferior de l'instrument.
Les referències a aquest nom i les representacions iconogràfiques desapareixen a partir del segle xiii i el seu lloc el passa a ocupar el rabec, de factura semblant, però amb el claviller en forma de falç o en angle. Les representacions més antigues són als Beatus de Girona i de l'Escorial (segle X) i als claustres i relleus de Santo Domingo de Silos i de Sant Isidor de Lleó. Les referències posteriors semblen més aviat aplicacions poc adequades d'aquesta terminologia a altres instruments d'arc.

## Bibliografia

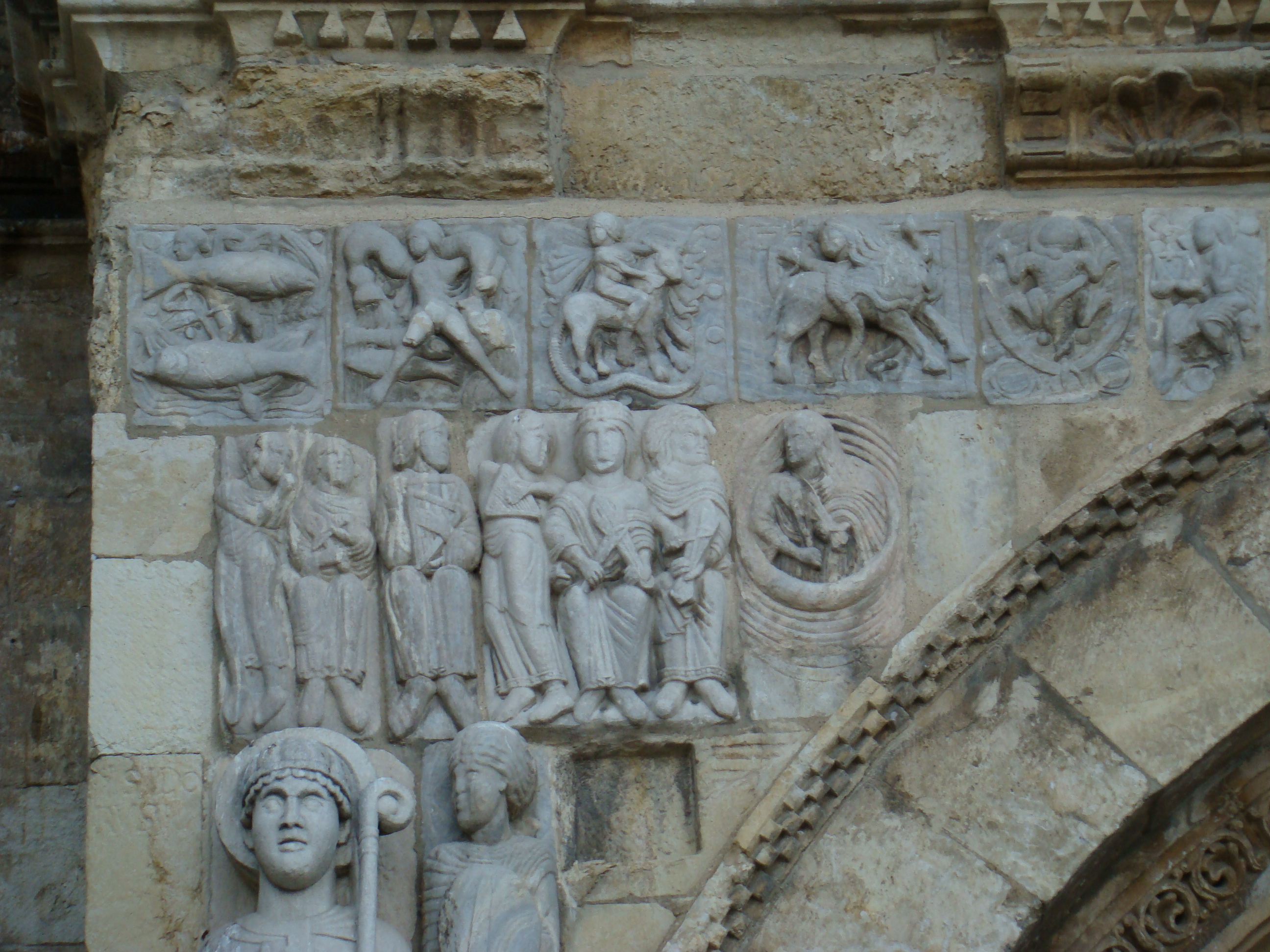
Escultures representant un grup de músics, alguns dels quals toquen gigues, a la porta de l'església de San Isidoro de León
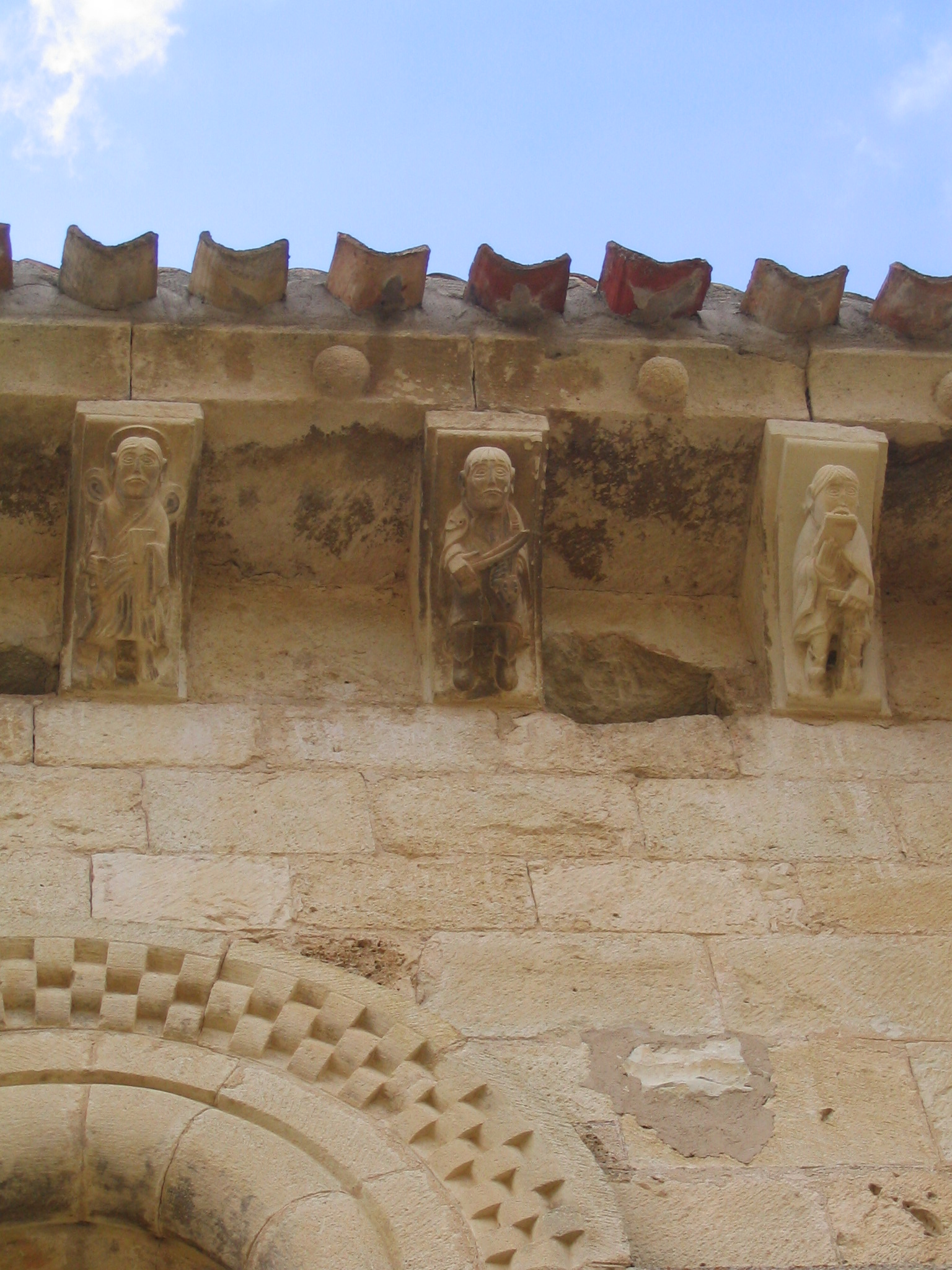
Escultura a l'església romànica de San Pedro de Tejada representant un músic tocant la giga
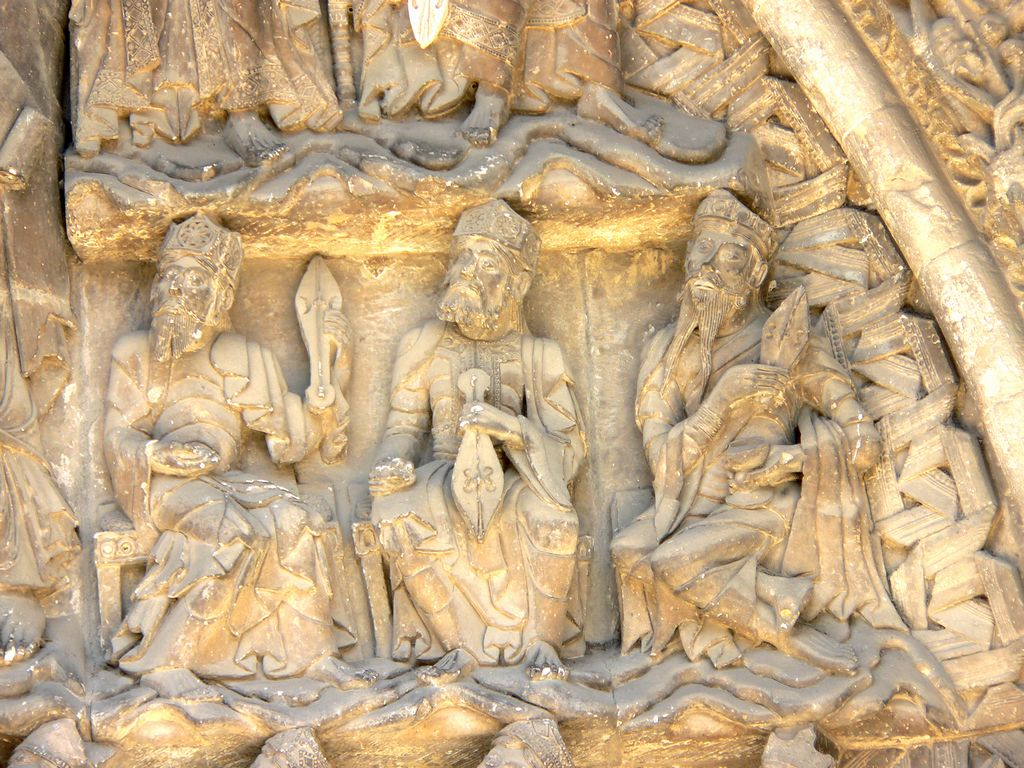
Timpà a Moissac representant els savis de l'Apocalipsi, amb les seves gigues